# Polyrhachis orpheus
Polyrhachis orpheus é uma espécie de formiga do gênero Polyrhachis, pertencente à subfamília Formicinae.